# Cheap Thrills (bài hát)
"Cheap Thrills" là một bài hát của nghệ sĩ thu âm người Úc Sia nằm trong album phòng thu thứ bảy của cô, This Is Acting (2016). Một bản phối lại chính thức của nó, với sự tham gia góp giọng từ rapper người Jamaica Sean Paul đã được phát hành như là đĩa đơn thứ hai trích từ album vào ngày 11 tháng 2 năm 2016 bởi Inertia Records, Monkey Puzzle Records và RCA Records. Bài hát được đồng viết lời bởi Sia với Greg Kurstin, cộng tác viên quen thuộc trong sự nghiệp của cô cũng như chịu trách nhiệm sản xuất nó, bên cạnh sự tham gia viết lời cho bản phối lại từ Paul. Ban đầu được dự định sẽ do Rihanna thể hiện cho album phòng thu thứ tám của cô Anti (2016) nhưng đã bị từ chối, "Cheap Thrills" là một bản synth-pop và dancehall kết hợp với những yếu tố từ raegae mang nội dung đề cập đến tâm trạng hứng khởi của một cô gái khi chuẩn bị tham gia vào một bữa tiệc, đã thu hút sự thu hút với những tác phẩm của một số nghệ sĩ như Drake, Major Lazer và Icona Pop. Ngoài bản phối lại với Paul, một phiên bản khác hợp tác với ca sĩ người Mỹ Nicky Jam cũng được phát hành.
Sau khi phát hành, "Cheap Thrills" nhận được những phản ứng tích cực từ các nhà phê bình âm nhạc, trong đó họ đánh giá cao giai điệu bắt tai, quá trình sản xuất bài hát cũng như sự tham gia của Paul. Ngoài ra, nó còn gặt hái nhiều giải thưởng và đề cử tại những lễ trao giải lớn, bao gồm một đề cử giải Grammy cho Trình diễn song tấu hoặc nhóm nhạc pop xuất sắc nhất tại lễ trao giải thường niên lần thứ 59. "Cheap Thrills" cũng tiếp nhận những thành công ngoài sức tưởng tượng về mặt thương mại, đứng đầu các bảng xếp hạng ở Áo, Canada, Pháp, Đức, Hungary, Ireland, Ý, Tây Ban Nha và Thụy Điển, và lọt vào top 10 ở hầu hết những quốc gia nó xuất hiện, bao gồm vươn đến top 5 ở nhiều thị trường lớn như Bỉ, Đan Mạch, Phần Lan, Hà Lan, New Zealand, Thụy Sĩ và Vương quốc Anh. Tại Hoa Kỳ, bài hát đạt vị trí số một trên bảng xếp hạng Billboard Hot 100 trong bốn tuần liên tiếp, trở thành đĩa đơn quán quân đầu tiên của Sia và thứ hai của Paul tại đây. Tính đến nay, nó đã bán được hơn 19 triệu bản trên toàn cầu, trở thành đĩa đơn bán chạy thứ tư của năm 2016 cũng như là một trong những đĩa đơn bán chạy nhất mọi thời đại.
Video ca nhạc cho "Cheap Thrills" được đồng đạo diễn bởi Sia và Daniel Askill với thiết lập như là một màn trình diễn sân khấu, trong đó Sia trình diễn bài hát bên cạnh người bạn trợ diễn quen thuộc Maddie Ziegler đang nhảy múa với hai vũ công nam khác. Nó đã nhận được hai đề cử tại giải Video âm nhạc của MTV năm 2016 ở hạng mục Video xuất sắc nhất của nữ ca sĩ và Bài hát mùa hè. Một đoạn video có lời cho bài hát do Lior Molcho làm đạo diễn cũng được phát hành, và bao gồm những cảnh một cặp vợ chồng đội tóc giả và nhảy theo nó trong một chương trình truyền hình đen trắng vào thập niên 1960. Để quảng bá bài hát, Sia đã trình diễn "Cheap Thrills" trên nhiều chương trình truyền hình và lễ trao giải lớn, bao gồm American Idol, Good Morning America, The Tonight Show Starring Jimmy Fallon và The Voice, cũng như trong nhiều chuyến lưu diễn của cô. Kể từ khi phát hành, bài hát đã được hát lại và sử dụng làm nhạc mẫu bởi nhiều nghệ sĩ khác nhau, như Celine Dion, Boyce Avenue và Megan Nicole cũng như xuất hiện trong bộ phim năm 2017 Pitch Perfect 3.

## Danh sách bài hát
- Tải kĩ thuật số[1]

1. "Cheap Thrills" (hợp tác với Sean Paul) – 3:44

- EP phối lại[2]

1. "Cheap Thrills" (Hex Cougar phối lại) – 3:49
2. "Cheap Thrills" (hợp tác với Sean Paul) [Le Youth phối lại] – 3:39
3. "Cheap Thrills" (RAC phối lại) – 4:09
4. "Cheap Thrills" (Nomero phối lại) – 4:11
5. "Cheap Thrills" (Sted-E & Hybrid Heights phối lại) – 5:35
6. "Cheap Thrills" (Cyril Hahn phối lại) – 4:45
7. "Cheap Thrills" (John J-C Carr phối lại) – 5:16

## Xếp hạng
| Bảng xếp hạng (2016-17)                                | Vị trí cao nhất |
| ------------------------------------------------------ | --------------- |
| Argentina (Monitor Latino)                             | 1               |
| Úc (ARIA)                                              | 6               |
| Áo (Ö3 Austria Top 40)                                 | 1               |
| Bỉ (Ultratop 50 Flanders)                              | 3               |
| Bỉ (Ultratop 50 Wallonia)                              | 1               |
| Canada (Canadian Hot 100)                              | 1               |
| Canada AC (Billboard)                                  | 1               |
| Canada CHR/Top 40 (Billboard)                          | 1               |
| Canada Hot AC (Billboard)                              | 1               |
| Colombia (National-Report)                             | 6               |
| LỖI: PHẢI CUNG CẤP year CHO BẢNG XẾP HẠNG Cộng hòa Séc | 1               |
| Đan Mạch (Tracklisten)                                 | 2               |
| Ecuador (National-Report)                              | 4               |
| Châu Âu Digital Song Sales (Billboard)                 | 1               |
| Phần Lan (Suomen virallinen lista)                     | 4               |
| Pháp (SNEP)                                            | 1               |
| Đức (Official German Charts)                           | 2               |
| Hy Lạp Nhạc số (Billboard)                             | 1               |
| Guatemala (Monitor Latino)                             | 3               |
| Hungary (Rádiós Top 40)                                | 1               |
| Hungary (Single Top 40)                                | 2               |
| Hungary (Dance Top 40)                                 | 3               |
| Iceland (RÚV)                                          | 8               |
| Ireland (IRMA)                                         | 1               |
| Israel (Media Forest)                                  | 1               |
| Ý (FIMI)                                               | 1               |
| Lebanon (Lebanese Top 20)                              | 2               |
| Luxembourg Nhạc số (Billboard)                         | 1               |
| Mexico (Monitor Latino)                                | 1               |
| Hà Lan (Dutch Top 40)                                  | 3               |
| Hà Lan (Single Top 100)                                | 3               |
| New Zealand (Recorded Music NZ)                        | 3               |
| Na Uy (VG-lista)                                       | 3               |
| Ba Lan (Polish Airplay Top 100)                        | 2               |
| Bồ Đào Nha (AFP)                                       | 1               |
| Romania (Airplay 100)                                  | 1               |
| Nga Phát thanh (Tophit)                                | 3               |
| Scotland (OCC)                                         | 1               |
| Slovakia (Rádio Top 100)                               | 1               |
| LỖI: PHẢI CUNG CẤP year CHO BẢNG XẾP HẠNG Slovakia     | 1               |
| Slovenia (SloTop50)                                    | 1               |
| Tây Ban Nha (PROMUSICAE)                               | 1               |
| Thụy Điển (Sverigetopplistan)                          | 1               |
| Thụy Sĩ (Schweizer Hitparade)                          | 2               |
| Anh Quốc (OCC)                                         | 2               |
| Hoa Kỳ Billboard Hot 100                               | 1               |
| Hoa Kỳ Adult Contemporary (Billboard)                  | 2               |
| Hoa Kỳ Adult Pop Airplay (Billboard)                   | 1               |
| Hoa Kỳ Dance Club Songs (Billboard)                    | 1               |
| Hoa Kỳ Pop Airplay (Billboard)                         | 1               |
| Hoa Kỳ Rhythmic (Billboard)                            | 7               |
| Venezuela tiếng Anh (Record Report)                    | 1               |

| Bảng xếp hạng (2016)                 | Vị trí |
| ------------------------------------ | ------ |
| Argentina (CAPIF)                    | 4      |
| Argentina (Monitor Latino)           | 6      |
| Australia (ARIA)                     | 8      |
| Australian Dance (ARIA)              | 5      |
| Austria (Ö3 Austria Top 40)          | 2      |
| Belgium (Ultratop Flanders)          | 8      |
| Belgium (Ultratop Wallonia)          | 1      |
| Brazil (Brasil Hot 100)              | 18     |
| Canada (Canadian Hot 100)            | 3      |
| Colombia English (National-Report)   | 1      |
| Denmark (Tracklisten)                | 4      |
| France (SNEP)                        | 1      |
| Germany (Official German Charts)     | 3      |
| Hungary (Rádiós Top 40)              | 4      |
| Hungary (Single Top 40)              | 6      |
| Hungary (Dance Top 40)               | 11     |
| Israel (Media Forest)                | 4      |
| Italy (FIMI)                         | 1      |
| Netherlands (Dutch Top 40)           | 2      |
| Netherlands (Single Top 100)         | 5      |
| New Zealand (Recorded Music NZ)      | 8      |
| Poland (ZPAV)                        | 8      |
| Romania (Romanian Top 40 Charts)     | 2      |
| Russia Airplay (Tophit)              | 26     |
| Slovenia (SloTop50)                  | 3      |
| Spain (PROMUSICAE)                   | 2      |
| Sweden (Sverigetopplistan)           | 2      |
| Switzerland (Schweizer Hitparade)    | 2      |
| UK Singles (Official Charts Company) | 3      |
| US Billboard Hot 100                 | 11     |
| US Adult Contemporary (Billboard)    | 18     |
| US Adult Top 40 (Billboard)          | 4      |
| US Hot Dance Club Songs (Billboard)  | 4      |
| US Pop Songs (Billboard)             | 2      |
| US Rhythmic (Billboard)              | 44     |
| Venezuela English (Record Report)    | 3      |
| Worldwide (IFPI)                     | 4      |
| Bảng xếp hạng (2017)                 | Vị trí |
| Australian Dance (ARIA)              | 25     |
| Colombia (Monitor Latino)            | 77     |
| France (SNEP)                        | 67     |
| Hungary (Rádiós Top 40)              | 16     |
| Hungary (Single Top 40)              | 94     |
| Hungary (Dance Top 40)               | 15     |
| Italy (FIMI)                         | 89     |
| Uruguay (Monitor Latino)             | 54     |
| US Adult Contemporary (Billboard)    | 8      |
| US Adult Top 40 (Billboard)          | 43     |

| Bảng xếp hạng                        | Vị trí |
| ------------------------------------ | ------ |
| UK Singles (Official Charts Company) | 45     |
| US Billboard Hot 100                 | 395    |
| US Pop Songs (Billboard)             | 58     |

## Chứng nhận
| Quốc gia | Chứng nhận   | Số đơn vị/doanh số chứng nhận |
| --- | ------------ | ----------------------------- |
| Úc (ARIA) | 4× Bạch kim  | 280.000‡                      |
| Áo (IFPI Áo) | Bạch kim     | 30.000‡                       |
| Bỉ (BEA) | 4× Bạch kim  | 80.000‡                       |
| Canada (Music Canada) | Kim cương    | 0‡                            |
| Đan Mạch (IFPI Đan Mạch) | 3× Bạch kim  | 180.000^                      |
| Đức (BVMI) | Kim cương    | 1.000.000‡                    |
| Ý (FIMI) | Kim cương    | 500.000‡                      |
| México (AMPROFON) | 4× Bạch kim  | 240.000‡                      |
| New Zealand (RMNZ) | 2× Bạch kim  | 0*                            |
| Ba Lan (ZPAV) | 2× Kim cương | 200.000‡                      |
| Tây Ban Nha (PROMUSICAE) | 5× Bạch kim  | 200.000‡                      |
| Thụy Điển (GLF) | 4× Bạch kim  | 80.000‡                       |
| Anh Quốc (BPI) | 3× Bạch kim  | 1.800.000‡                    |
| Hoa Kỳ (RIAA) | 4× Bạch kim  | 4.000.000‡                    |
| * Chứng nhận dựa theo doanh số tiêu thụ. ^ Chứng nhận dựa theo doanh số nhập hàng. ‡ Chứng nhận dựa theo doanh số tiêu thụ và phát trực tuyến. |              |                               |